# Familia Samper
La  familia Samper: es una familia que hace parte de la aristocracia colombiana y que ha sido muy influyente en los campos: político, social, económico, literario y artístico desde hace casi tres siglos en Latinoamérica. La rama colombiana de la familia, y la más destacada, tuvo un candidato a la presidencia; Miguel Samper Agudelo en el año 1898, y finalmente un presidente; Ernesto Samper Pizano para el periodo comprendido entre los años 1994 a 1998. De igual manera, cuenta con varios diplomáticos, artistas, periodistas, escritores, empresarios y hombres de ciencias.

## Historia

### Origen
El origen de la familia Samper se remonta a Francia, siglo XI, con Brunnet de Samper, rama extinguida más o menos en 1450 a la muerte de doña Juana de Samper casada con Raimundo de Beaument. Quedaron las ramas adyacentes en Navarra y Aragón. Don Martín de Samper, capitán al servicio de Francia, cuyos descendientes son los fundadores del linaje de los barones de Samper en Navarra.
En Aragón, Don Guillermo de Samper, quien prestó sus servicios en la corte de Alfonso de Aragón, fue el fundador de la rama de la familia radicada en Samper de Calanda. De sus descendientes, Juan Francisco de Samper, casado con doña María Sanz, fueron los padres de: Joaquín, capitán de la marina real, quien residió por un tiempo en la Nueva Granada y retorno a España donde falleció; Antonio, quien fue gobernador de la ciudad de Santa Marta, y Manuel Sanz de Samper, el menor de ellos, era recaudador de las rentas reales y más tarde emprendió la fundación de empresas comerciales, primero en Mompox y Honda para luego terminar radicándose en Guaduas. Estos hermanos que llegaron a América a mediados del siglo XVIII son los fundadores de la familia Sanz de Samper en Colombia.

### Relación con la nobleza

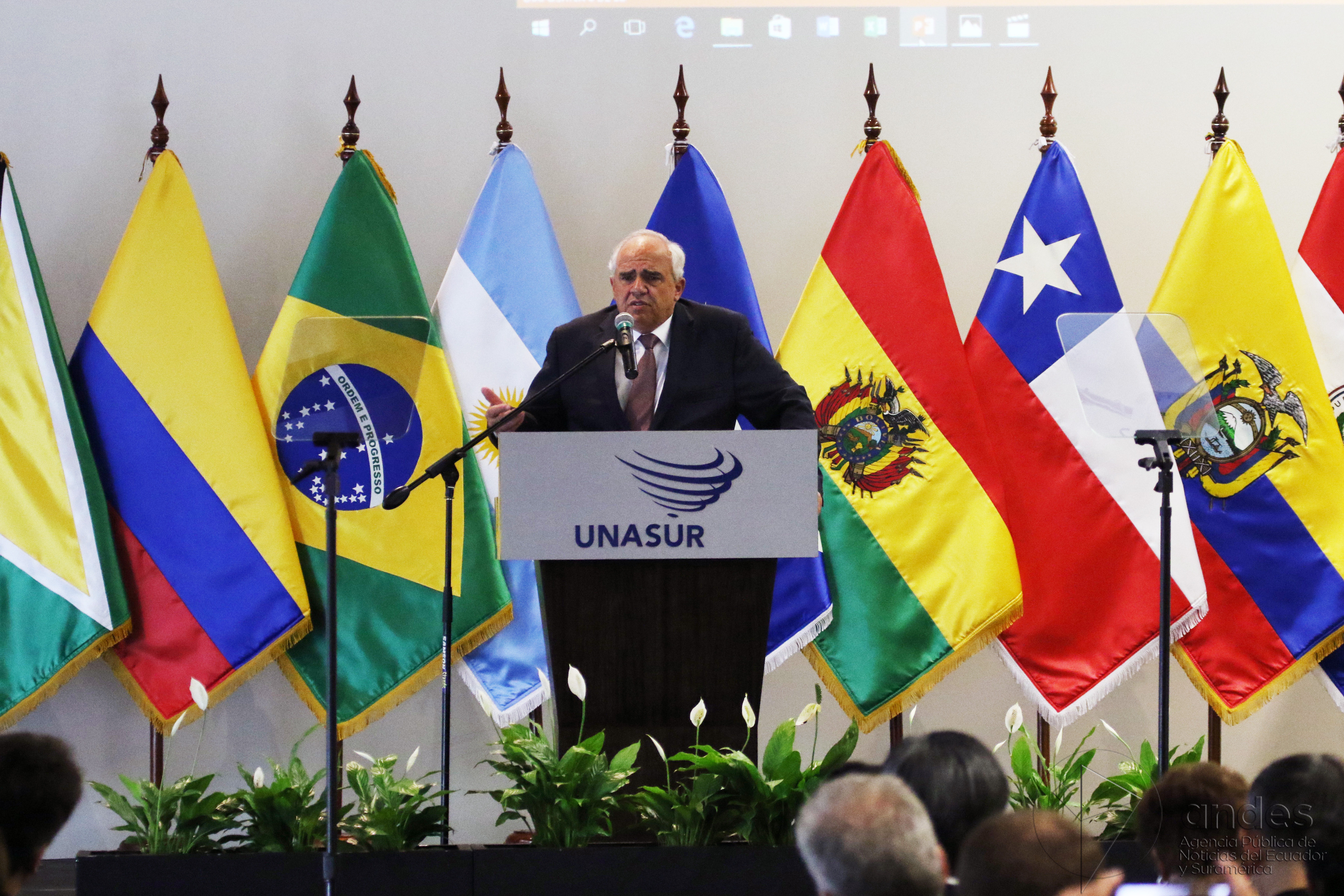
Ernesto Samper como Secretario General de la UNASUR

Los descendientes de la familia Samper provienen de una antigua y noble familia española de la región de Aragón en España. Varios de sus miembros, como José María Samper Agudelo y Miguel Samper Agudelo al unirse en matrimonio con importantes figuras de la Nueva Granada pudieron relacionarse con las principales familias criollas del país, donde varias de ellas descendían de importantes personajes de la nobleza española e irlandesa. Muestra de ello es María Teresa Brush Domínguez, esposa de Miguel Samper y madre de los Samper Brush, quien descendía de Alfonso I de Portugal, de Hugo Capeto y de Luis Ignacio Diego Del Castillo y Caicedo, 1.er Marqués de Surba y Bonza. De igual manera, en el caso de los hermanos Samper Pizano, estos últimos descienden de Antonio Nariño y de Lino de Pombo O'Donnell, quien pertenece a la dinastía O'Donnell.